# Вояшівка
Вояшівка (пол. Wojaszówka) — лемківське село в Польщі, у гміні Вояшувка Кросненського повіту Підкарпатського воєводства, центр гміни.
Населення — 698 осіб (2011).

## Історія
Населений пункт фігурує в письмових джерелах з 1415-го. Відтоді власниками Вояшівки були, зокрема 1508 року дідич Хлібної Ян Ґєбултовський, від 1581-го — Добєслав Ґрущинський.
16 березня 1667 року село зруйнували війська Юрія II Ракоці.
На початку 1800-х років великими земельними власниками у Вояшівці були по черзі Ян Анкєт Спавенті, Катажина Спавенті, Аполонія Анквічова. Станом на 1862 рік власницею була Аполонія Вількошевська, згодом Ян Ігнацій Козьоровський, а 1882-го — Модест Гумецький.
1 січня 1925 р. розпорядженням Ради Міністрів Польщі Вояшівка була вилучена з Ясельського повіту Краківського воєводства і включена до Коросненського повіту Львівського воєводства.
1 серпня 1934 р. було створено об'єднану ґміну Одриконь в Коросненському повіті, до якої увійшла сільська громада Вояшівка.
У 1975-1998 роках село належало до Кросненського воєводства.

## Демографія
Демографічна структура станом на 31 березня 2011 року:
|          | Загалом | Допрацездатний вік | Працездатний вік | Постпрацездатний вік |
| -------- | ------- | ------------------ | ---------------- | -------------------- |
| Чоловіки | 340     | 74                 | 236              | 30                   |
| Жінки    | 358     | 73                 | 209              | 76                   |
| Разом    | 698     | 147                | 445              | 106                  |